# Anemia hirsuta
Anemia hirsuta är en ormbunkeart som först beskrevs av Carolus Linnaeus, och fick sitt nu gällande namn av Olof Peter Swartz. Anemia hirsuta ingår i släktet Anemia och familjen Anemiaceae. Utöver nominatformen finns också underarten A. h. humboldtiana.